# My Neck, My Back (Lick It)
My Neck, My Back (Lick It) (englisch für „Mein Nacken, mein Rücken (Leck es)“) ist ein Lied der US-amerikanischen Rapperin Khia. Der Song ist die erste Singleauskopplung ihres Debütalbums Thug Misses und erschien am 23. April 2002. Im Jahr 2004 wurde das Lied erneut als Single veröffentlicht. Es ist der kommerziell erfolgreichste Song der Künstlerin.

## Inhalt
My Neck, My Back (Lick It) ist musikalisch ein Clubsong und textlich aufgrund der expliziten Beschreibung sexueller Handlungen dem Genre des Dirty Rap zuzuordnen. Khia rappt dabei aus der Perspektive des lyrischen Ichs über verschiedene Sexualpraktiken, die sie von ihren Partnern fordert, um sie zu stimulieren und ihre Lust zu stillen. Dazu zählen vor allem Cunnilingus und Anilingus.

“My neck, my back

Lick my pussy and my crack

First, you gotta put your neck into it

Don’t stop, just do it, do it

Then, you roll your tongue

From the crack, back to the front

Then you suck it all till I shake and cum, nigga”

## Produktion
Der Song wurde von den Musikproduzenten Taz und Plat’num House produziert. Den Text schrieb Khia selbst.

## Musikvideos
Sowohl zur ursprünglichen Erscheinung von My Neck, My Back (Lick It) 2002, als auch zur Wiederveröffentlichung 2004 wurden Musikvideos veröffentlicht.
Das erste Video wurde von der US-amerikanischen Regisseurin Diane Martel gedreht und verzeichnet auf YouTube über elf Millionen Aufrufe (Stand Juli 2021). Es zeigt Khia, die den Song an verschiedenen Orten rappt, wobei sie stets von zahlreichen Menschen umgeben ist. So tanzt sie in einem Club mit Männern oder ist auf einer Liege am Pool zu sehen, während sie sich von einem Mann die Fußnägel lackieren lässt. Zudem befindet sie sich auf einer Grillparty, auf der sie von verschiedenen Männern beobachtet wird.
Im Video zur Wiederveröffentlichung 2004 tritt Khia selbst nicht in Erscheinung. Stattdessen sind drei Frauen in Bikinis zu sehen, die auf laszive Weise ein gelbes Auto vom Typ Hummer H2 waschen. Sie singen dabei teilweise den Song lippensynchron mit und lecken einzelne Bestandteile des Autos ab. Später kommen Feuerwehrmänner hinzu, die das Auto und die Frauen mit einem Schlauch nassspritzen.

## Single

### Covergestaltung
Das Singlecover von 2002 zeigt Khia, die leicht-bekleidet ist und sich nach vorn beugt, wobei sie den Betrachter ansieht. Im linken Teil des Bildes befinden sich die Schriftzüge Khia in Rot und My Neck, My Back (Lick It) in Weiß. Der Hintergrund ist grau gehalten. Das Cover von 2004 zeigt vier Bilder aus dem zugehörigen Musikvideo, auf denen leicht-bekleidete Frauen ein Auto waschen. Mittig auf dem Cover stehen die weißen Schriftzüge khia und my neck my back (lick it).

### Titelliste
Version 2002
1. My Neck, My Back (Lick It) (Radio Version) – 3:43
2. My Neck, My Back (Lick It) (Street/Club Version) – 3:43
3. My Neck, My Back (Lick It) (Tobi Neumann Radiomix) – 4:04
4. My Neck, My Back (Lick It) (Boris & Beck Radio Edit) – 4:15
5. My Neck, My Back (Lick It) (Dirty Acapella) – 3:22

Version 2004
1. My Neck, My Back (Lick It) (Clean Radio Edit) – 3:20
2. My Neck, My Back (Lick It) (Kardinal Beats Clean Radio Edit) – 3:02
3. My Neck, My Back (Lick It) (Tom Neville X-Rated Mix) – 7:22
4. My Neck, My Back (Lick It) (FNP Remix) – 6:52
5. My Neck, My Back (Lick It) (Kardinal Beats Dirty Club Mix) – 3:24
6. My Neck, My Back (Lick It) (Street/Club Version) – 3:43
7. My Neck, My Back (Lick It) Video – 3:09

### Chartplatzierungen
My Neck, My Back (Lick It) stieg am 21. Oktober 2002 auf Platz 55 in die deutschen Singlecharts ein und erreichte vier Wochen später mit Rang 29 die höchste Platzierung. Insgesamt hielt sich der Song 17 Wochen lang in den Top 100, davon sechs Wochen nach Wiederveröffentlichung 2004, wo er Position 83 erreichte. Im Vereinigten Königreich stieg die Single erst 2004 in die Charts ein und belegte Platz vier.
| ChartsChartplatzierungen       | Höchstplatzierung | Wochen |
| ------------------------------ | ----------------- | ------ |
| Deutschland (GfK)              | 29 (17 Wo.)       | 17     |
| Vereinigtes Königreich (OCC)   | 4 (14 Wo.)        | 14     |
| Vereinigte Staaten (Billboard) | 42 (18 Wo.)       | 18     |

| ChartsJahrescharts (2004)    | Platzierung |
| ---------------------------- | ----------- |
| Vereinigtes Königreich (OCC) | 41          |

### Verkaufszahlen und Auszeichnungen
My Neck, My Back (Lick It) wurde im Jahr 2018 für mehr als 200.000 Verkäufe im Vereinigten Königreich mit einer Silbernen Schallplatte ausgezeichnet. Zudem erhielt die Single in Australien noch im Erscheinungsjahr für über 35.000 verkaufte Einheiten eine Goldene Schallplatte.
| Land/Region                  | Auszeichnungen für Musikverkäufe (Land/Region, Auszeichnung, Verkäufe) | Verkäufe |
| ---------------------------- | ---------------------------------------------------------------------- | -------- |
| Australien (ARIA)            | Gold                                                                   | 35.000   |
| Vereinigtes Königreich (BPI) | Silber                                                                 | 200.000  |
| Insgesamt                    | 1× Silber · 1× Gold ·                                                  | 235.000  |